# Teatro La Rondinella
Il teatro La Rondinella è un teatro di Montefano.

## Storia
Le prime notizie sulla realizzazione di una sala teatrale all'interno del Palazzo Comunale risalgono al 1789 quando fu deliberata la costruzione del palcoscenico realizzato nel 1802; il teatro subì in seguito diversi interventi di manutenzione e ristrutturazione, fino a quello più radicale del 1887, realizzato su un'idea progettuale dell'architetto Luigi Daretti. La realizzazione del progetto fu ad opera dell'ingegnere Virgilio Tombolini, allora direttore tecnico al Teatro la Fenice di Venezia. Negli anni ottanta fu dichiarato inagibile e sospese la programmazione fino all'ultimo restauro che terminò nel 2004 restituendolo alla popolazione di Montefano.
Dalla sua riapertura fino al 2010 il teatro è stato gestito dall'Associazione Culturale La Rondinella che ne organizzava le stagioni e furono rappresentati spettacoli di vari artisti fra cui: Monica Demuru, Petra Magoni, Ferruccio Spinetti, Tiziano Scarpa, Sieben, The Gang, Marco Poeta, Massimo Carlotto, Mario Pivano, Ares Tavolazzi, Enrico Brizzi, Bruno Lauzi, Fanny & Alexander, La Macina, Paolo F. Bragaglia, Peppe Servillo, Don Andrea Gallo, Remo Remotti, Mauro Ermanno Giovanardi, Filippo Scozzari, Teresa De Sio, Paolo Benvegnù, Uzi & Ari, Piano Magic, The Cesarians.

## Architettura
Il Teatro della Rondinella ha una platea a pianta rettangolare, sulla quale si innestano, sostenuti da colonne di ghisa, due ordini di palchi con balconcini anch'essi in ghisa disposti a ferro di cavallo. Ha una capienza di 150 posti, di cui 80 in platea e un palco di 9,4 metri di larghezza per 5,2 metri di profondità. Il boccascena è di 5,3 metri. Il teatro comprende anche un nobile foyer, chiamato "Sala dei Poeti"

## Decorazioni
Nel soffitto vi sono raffigurate, ad opera del pittore di Perugia Domenico Bruschi, le Muse Tersicore, Euterpe, Talia e Melpomene; i dipinti sono intervallati da quattro tondi raffiguranti dei putti che reggono le scritte: "infansia", "giovinezza", "virilità" e "vecchiaia". Le eleganti ringhiere in ghisa dei palchetti, sono intervallate da sculture in stucco raffiguranti la Sfinge.
La sala dei poeti, elegante nella sua austera forma, è sovrastata dal soffitto decorato con lo stemma cittadino, il blasone della famiglia Carradori e sei medaglioni con i ritratti di Giacomo Leopardi, Raffaello Sanzio, Carlo Goldoni e Dante Alighieri in bassorilievo.